# As Quintas de San Trocado
As Quintas de San Trocado es un lugar situado en la parroquia de San Trocado, del concello de Allariz, en la provincia de Orense, Galicia, España.